# Yann Kermorgant
Yann Kermorgant (Vannes, 8 novembre 1981) è un ex calciatore francese, di ruolo attaccante.

## Palmarès

### Club

#### Competizioni nazionali
- Football League Championship: 1

Bournemouth: 2014-2015